# Busvervoer in Barcelona

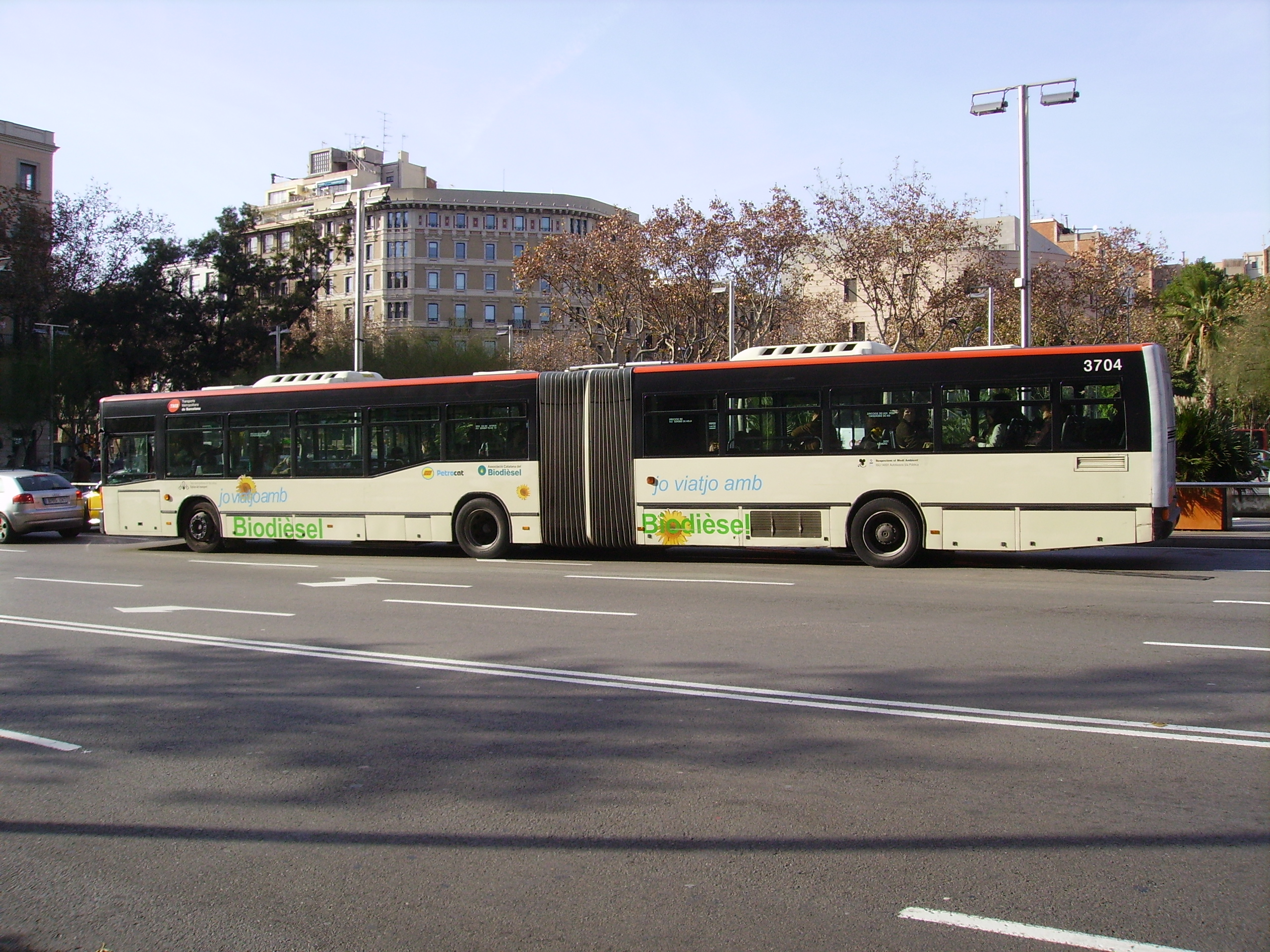
Een gelede TMB bus op Plaça de la Universitat

Het busvervoer heeft in Barcelona een uitgebreid lokaal en regionaal netwerk. Er is een netwerk dat het lokale busnetwerk aanvult, bestaande uit nachtbussen (Nitbus) en een sneldienst (RetBus). Het grootstedelijk gebied wordt bediend door ATM (autoritat del transport metropolità); lokale diensten worden verzorgd door TMB (Transports Metropolitans de Barcelona). Een aantal busdiensten wordt door particuliere bedrijven bediend. Ze rijden voor TMB.

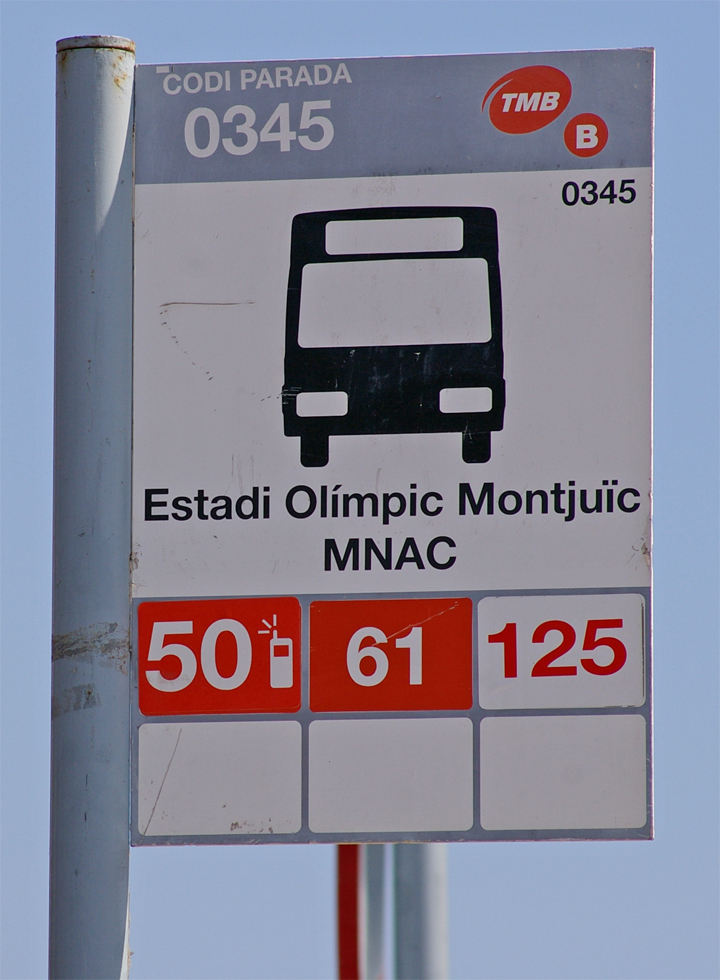
Een typische TMB-bushalte in de buurt van Estadi Olímpic Lluís Companies.

Het lokale busnetwerk bedient alle wijken in Barcelona, evenals een aantal gemeenten die aan de stad grenzen en de luchthaven. De meer dan 100 stedelijke lijnen gaan meestal door twee of meer districten en overbruggen relatief lange afstanden. Daarnaast zijn er relatief kleine wijkbussen (Bus del Barri).